# SBB Tm III (Baudienst)
Als Tm III werden bei der Schweizerischen Bundesbahnen (SBB) 103 Baudiensttraktoren mit Dieselantrieb bezeichnet, die zwischen 1970 und 1987 beschafft wurden. Der Index III steht für die Leistungsklasse III (zwischen 200 und 350 PS). Es handelt sich hierbei nicht um eine einheitliche Serie, sondern die Fahrzeuge unterscheiden sich durch verschiedene Aufbauten und Zusatzeinrichtungen, während das Untergestell bei allen gleich ist. Sie wurden für den Baudienst (Unterhalt Fahrleitung, Fahrbahn usw.) angeschafft und werden auch hauptsächlich in diesem Bereich verwendet. Beim Hersteller, der Firma Robert Aebi & Cie in Regensdorf, werden diesen Schienentraktoren unter der Typenbezeichnung 225 SV 4H geführt.
Ebenfalls als Tm III werden die Traktoren mit den Nummern 901–924 für den Rangierdienst in den Depots und Werkstätten sowie der Tm III mit der Nummer 599 der meterspurigen Brünigbahn bezeichnet, der 1981 von der Südwestdeutschen Eisenbahngesellschaft übernommen wurde und sich seit 2021 bei der  Selfkantbahn befindet.

## Geschichte
Die SBB beschafften zwischen 1979 und 1988 insgesamt 103 Fahrzeuge dieses Typs mit einem Saurer-Motor mit einer Leistung von 225 PS (165 kW) und einer maximalen Drehzahl von 2000 min−1. Davon hatten 90 Stück eine beidseitig kippbare Ladebrücke und einen Ladekran, der hydraulisch angetrieben wurde. Die restlichen 13 Stück besitzen anstelle der Ladebrücke eine Hebebühne für Arbeiten an der Fahrleitung. Es war das erste multifunktionale Baudienstfahrzeug der SBB. Da das Fahrzeug ziemlich robust und auch einfach zu bedienen, ist, war es beim Personal schnell beliebt.
Der Fahrzeugtyp hatte immer eine hohe Verfügbarkeit, denn Störungen usw. waren selten. Dies bewog die SBB dazu, als die ersten Fahrzeuge die Grossrevision R3 anstanden, die betrieblich noch notwendigen Fahrzeuge zu behalten und einem Retrofit zu unterziehen. Abklärungen ergaben, dass die Variante einer Erneuerung des Fahrzeuges rund die Hälfte eines Neufahrzeugs kosten würde. Dieser Auftrag wurde an die Industrie vergeben und nicht in den eigenen Werkstätten durchgeführt. Den Zuschlag zum Auftrag erhielt die Winpro zusammen mit der Windhoff Bahn- und Anlagentechnik im Oktober 2002. Nachdem der Prototyp ab September 2003 umfassend getestet worden war, begann der serienmässige Umbau im Februar 2004; die erste Tranche umfasste 52 Fahrzeuge (inkl. Prototyp). Das erste Fahrzeug aus dem Serienumbau wurde am 23. April 2004 der Presse vorgestellt.
Der Umbau berücksichtigte auch die seit der Ablieferung geänderten Rahmenbedingungen. Dass der Motor am Ende seine Lebensdauer war und ersetzt werden musste, war von Anfang an bekannt. So sind heute längere Anfahrtswege und kürzere Unterhaltsfenster üblich. Dies erfordert ein Fahrzeug, das möglichst ohne Einschränkung eine Streckenfahrt machen kann; daher war der Einbau der Zugsicherung und die Erhöhung der Eigengeschwindigkeit auf 80 km/h notwendig, die erst noch mit hoher Anhängelast. Für den Einsatz in Tunnels ist heute ein Partikelfilter Pflicht. Dabei sollte möglichst wenig an der Struktur des Fahrzeuges verändert werden müssen. Dies wurde erreicht, und neben kleineren Anpassungen musste nur das Strömungsgetriebe an die neue Motorleistung angepasst werden. Dieser Umbau sollte ermöglichen, dass die Fahrzeuge weitere 20 Jahre im Einsatz sein können.

## Ausführungen

### Tm III 9451–9463
Ausführung mit Fahrleitungsarbeitsbühne

### Tm III 9501–9531
Ausführung mit Ladebühne und Kran

### Tm III 9532–9540
Ausführung mit Ladebühne und Kran, Möglichkeit zum Anbringen von Schneepflügen

### Tm III 9541–9543
Ausführung mit Ladebühne und Kran. Besitzen Abdrehvorrichtung und die Möglichkeit zum Anbringen von Schneeschleuderaggregaten.

### Tm III 9551–9597
Ausführung mit Ladebühne und Kran

## Umbau zu Tm 232

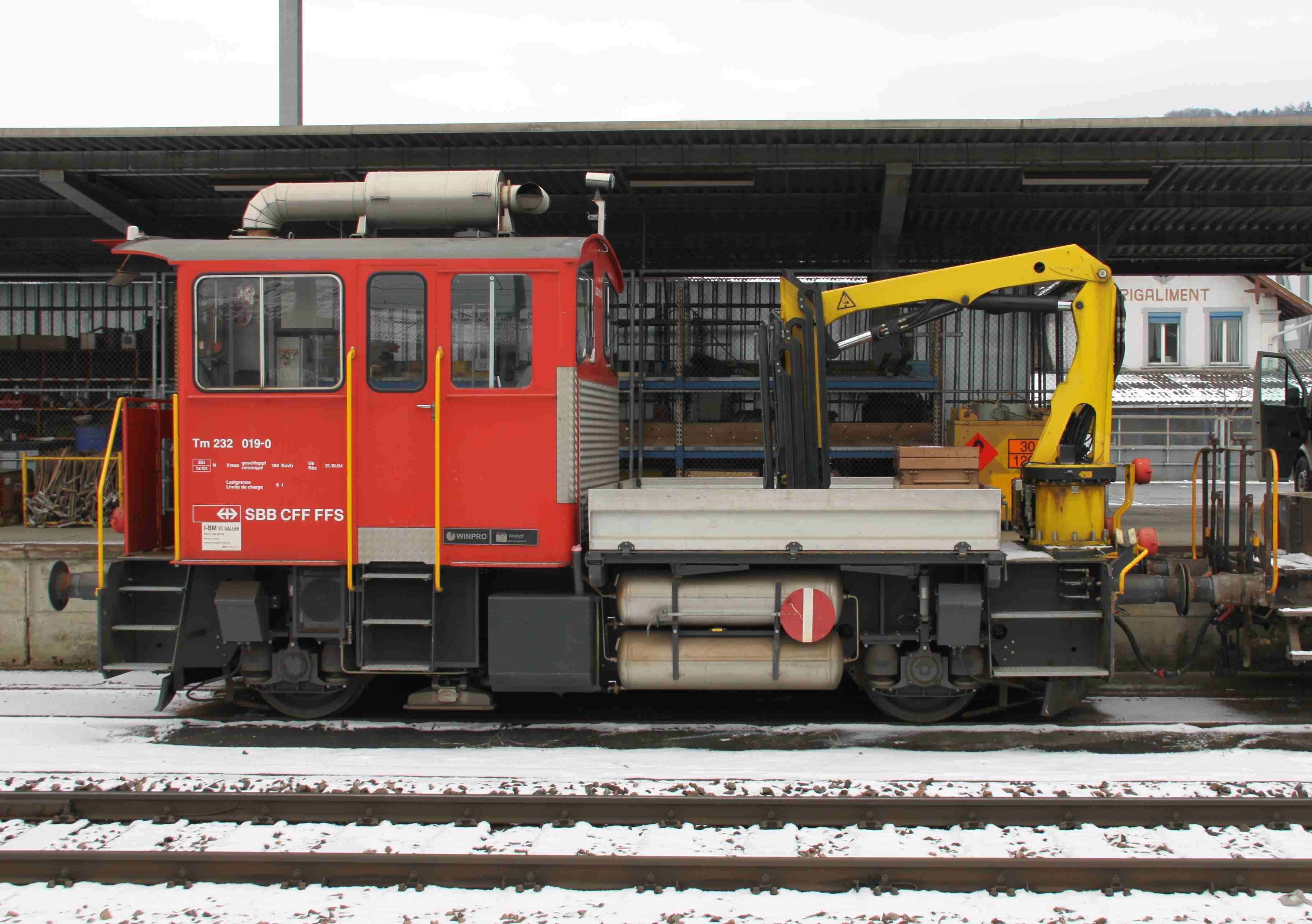
Ein zum Tm 232 umgebauter Tm III

Einige Fahrzeuge wurden zu Tm 232 0xx-x umgebaut. Der Umbau bestand neben einer Überholung des Wagenkastens aus einem Einbau eines neuen Dieselmotors und eines neuen Palfinger-1.4-t-Krans. Gut erkennbar ist der Umbau an der neuen Auspuffanlage auf dem Dach.
Der bisherige Saurer-Motor wurde durch einen Iveco-Motor vom Typ Cursor 8 ersetzt. Dieser hat eine Leistung von 259 kW bei 2400 min−1 und erreicht die Abgasnorm Euro 3. Der neue Motor war nicht grösser als der alte und konnte an gleicher Stelle montiert werden. Einzig für den kombinierten Wasser- und Ladeluftkühler musste ein neuer Kühlergrill in der hinteren Kabinenfront eingebaut werden. Der bisher durch eine Kardanwelle angetriebene Luftkompressor wurde durch einen direkt an den Motor angebauten neuen Kompressor ersetzt.
Das bisher eingebaute hydro-dynamische Getriebe des Bautyps L 2r2 sV2 von Voith konnte dank seines Baukastenprinzips problemlos um eine Marschwandlerstufe ergänzt werden und entspricht jetzt dem Bautyp L 2r4 sV2. Dadurch, und dank der höheren Motorleistung, konnte die Geschwindigkeit in Eigenfahrt von 60 auf 80 km/h gesteigert werden. Die neue elektronische Steuerung ermöglicht eine optimale Regelung der Betriebszustände zwischen Motordrehzahl und Getriebe, ohne dass grössere Änderungen an der eigentlichen Bedienung nötig waren. Die Bedienung erfolgt wie bisher über einen Hebel für Fahren und Bremsen. Der Motor ist jetzt aber mit einer vollelektronischen Start-Stopp-Steuerung mit Motorvorwärmphase versehen. Die Steuerung ist – wo es möglich war – als speicherprogrammierbare Steuerung aufgebaut, die über einen Bus auch mit einem Diagnosetool verbunden ist. Die SPS überwacht das komplette Auf- und Abrüsten des Fahrzeugs und stellt sicher, dass es in einem schleppfähigen Zustand abgestellt wird.

## Verbleib
Es sind nicht mehr alle Fahrzeuge im Einsatz. Einige der nicht umgebauten Fahrzeuge wurden verkauft. Die verkauften Fahrzeuge, die im Inland verbleiben, erhalten eine TSI-Nummer und werden neu auch als Tm 232 bezeichnet. Der Nummernbereich umfasst 232 451  …  597; dabei bleiben die letzten drei Ziffern der alten Nummer erhalten.

### JBV LT16 / Bane NOR LT 16
Jernbaneverket, das norwegische Eisenbahninfrastrukturamt, verantwortlich für die Verwaltung, den Betrieb und die Entwicklung des norwegischen Eisenbahnnetzes, übernahm 2011 die Fahrzeuge Tm III 9568, 9592 und 9514 und versah sie in dieser Reihenfolge mit den internen Nummern 0395020A – 0395022A. Seit dem 1. Januar 2017 gehören die Fahrzeuge zu Bane NOR.